# Paralelo 89 N
O Paralelo 89 N é um paralelo no 89° grau a norte do plano equatorial terrestre. Fica a norte do ponto extremo setentrional de terra firme do planeta (83°40' N).

## Dimensões
Conforme o sistema geodésico WGS 84, no nível de latitude 89° N, um grau de longitude equivale a 1,95 km; a extensão total do paralelo é portanto 702 km, cerca de 1,75% da extensão do Equador, da qual esse paralelo dista 9.890 km, distando 112 km do polo norte

## Cruzamentos
Assim como todos os paralelos ao norte da latitude 83°40' N que passa por Kaffeklubben (extremo norte da Gronelândia), o Paralelo 89 N e passa totalmente sobre o Oceano Ártico e suas plataformas de gelo, sem cruzar terra firme.